# روز جهانی گربه

روز جهانی گربه، جشنی است که هر سال در ۸ اوت برگزار می‌شود. این روز در سال ۲۰۰۲ توسط صندوق بین‌المللی بهزیستی حیوانات ایجاد شد. در حالی که اکنون اکثر کشورها این تعطیلات غیررسمی را در ۸ اوت برگزار می‌کنند،درایران روز 20 سپتامبر روز گربه 
راجشن میگیرند که مصادف با ۲۹شهریور ماه است و در روسیه روز گربه را اول مارس  جشن می‌گیرند. روز جهانی گربه روزی برای افزایش آگاهی در مورد گربه‌ها و کسب اطلاعات در مورد راه‌های کمک به آنها و محافظت از آنها است. روز گربه یکی دیگر از تعطیلات غیررسمی گربه است که در ۲۲ فوریه مشاهده شد و در ایالات متحده آمریکا هم روز جهانی گربه و هم روز ملی گربه خود را در ۲۹ اکتبر جشن می‌گیرند؛ که در ژاپن نشات گرفته و به یک احساس رسانه‌های اجتماعی تبدیل شده است و در سراسر جهان رو به رشد است زیرا مردم در سراسر جهان عکس‌ها و فیلم‌های گربه‌هایشان را با همدیگر به اشتراک می‌گذارند.
در سال ۲۰۲۰ سرپرستی روز جهانی گربه به International Cat Care، یک سازمان غیرانتفاعی (خیرخواهانه) واگذار شد که از سال ۱۹۵۸ در تلاش برای بهبود سلامتی و رفاه گربه‌های خانگی در سراسر جهان است.

## تاریخچه روز بین‌المللی گربه
گربه‌ها پستانداران گوشتخوار کوچک پشمالویی هستند – اکثراً – با چهار پا، دم و چنگال، که انسان‌ها از زمان‌های قدیم آن‌ها را به‌عنوان حیوان خانگی اهلی کرده‌اند، حتی اگر آن‌ها از گربهٔ وحشی آفریقایی باشند و برای صید حیوانات استفاده می‌کردند.
اولین رکورد تاریخی بشر در مورد گربه‌ها را می‌توان در فرهنگ تمدن مصر باستان یافت. به نظر می‌رسد همهٔ ما گربه‌ها را با مصری‌ها نسبت می‌دهیم، زیرا آن‌ها گربه‌ها را می‌پرستیدند و آن‌ها را خدا می‌دانستند. مفدت اولین خدای گربه شناخته‌شده بود و در زمان سلسلهٔ اول، به‌عنوان محافظ در برابر مارها، عقرب‌ها و شیطان‌ها شناخته می‌شد؛ بنابراین برای آن‌ها، گربه‌ها فقط خدایان نبودند، بلکه محافظ نیز بودند.
بعدها، پس از سقوط سلسلهٔ مصر، گربه‌ها در همه‌جا محبوب شدند! یونانی‌ها و رومی‌ها از آن‌ها به‌عنوان کنترل آفات استفاده می‌کردند و در شرق، گربه‌ها در اصل متعلق به افراد ثروتمند بودند. اما در قرون وسطی، در اروپا، گربه‌ها با خرافات همراه شدند و در مرگ سیاه سال ۱۳۴۸ مظنون به ناقل این بیماری بودند؛ به همین دلیل بود که گربه‌های زیادی در آن دوران کشته شدند و تا سال ۱۶۰۰ بود که شهرت گربه‌ها شروع به بهبود کرد.
در آمریکا، گربه‌ها بخشی از محموله کشتی‌های استعمار بودند تا حیوانات موذی و بیماری‌ها را به حداقل برسانند، بنابراین آن گربه‌ها به ساحل رفتند و شکوفا شدند. امروزه به نظر می‌رسد گربه‌ها یکی از نمادهای پاپ در جامعه مدرن هستند - ما حدود نیم میلیارد نفر در میان خود داریم. و از سال ۲۰۰۲، به لطف «صندوق بین‌المللی رفاه حیوانات» گربه‌ها تعطیلات خاص خود را دارند!